# Prosodes nuratensis
Prosodes nuratensis is een keversoort uit de familie zwartlijven (Tenebrionidae). De wetenschappelijke naam van de soort is voor het eerst geldig gepubliceerd in 1894 door Semenow.